# MS70 Airport
De MS70 Airport was een type treinstel van de NMBS. De treinstellen maakten deel uit van de klassieke motorstellen waarvan er tussen 1939 en de jaren 1970 ongeveer 500 op het spoor verschenen.
De stellen waren technisch grotendeels gelijk aan de andere klassieke motorstellen, maar hadden meer ruimte voor bagage. Bij introductie waren de stellen in het blauw uitgevoerd, voor speciale diensten tussen Brussel en de destijds net geëlektrificeerde spoorlijn 36C naar station Brussels Airport-Zaventem. Begin jaren 90 werden de stellen in het rood geschilderd. In tegenstelling tot de reeksen MS66 en MS73, werd deze reeks nooit gemoderniseerd.
Met de komst van de MS08 in 2013 werden de stellen 595-599 afgevoerd voor de sloop. Stel 600 werd bewaard.